# Bandolim

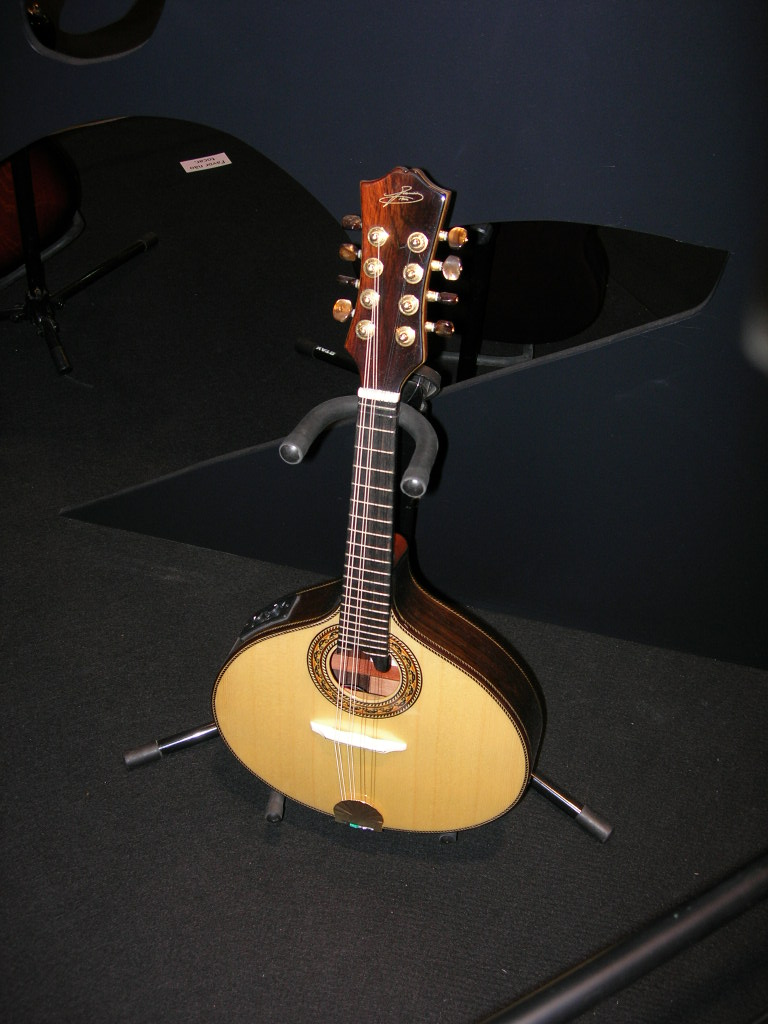
En Bandolim.

Bandolim är ett stränginstrument och är en brasiliansk mandolin. Bandolimerna härstammar från de portugisiska mandolinerna och har oftast ett päronformat utseende samt en ljus klar ton.